# Casearia neblinae
Casearia neblinae är en videväxtart som beskrevs av H.O. Sleum.. Casearia neblinae ingår i släktet Casearia och familjen videväxter. Inga underarter finns listade i Catalogue of Life.